# Power Struggle 2015
L’édition 2015 de Power Struggle est une manifestation de catch télédiffusée et visible en paiement à la séance, sur SKY PerfecTV! ou en streaming payant via Ustream ou sur New Japan Pro Wrestling World (en). L'événement, produit par la New Japan Pro Wrestling (NJPW), a eu lieu le 7 novembre au Gymnase préfectoral d'Osaka à Osaka, dans la région du Kansai. Il s'agit de la cinquième édition de Power Struggle.

## Contexte
Les spectacles de la New Japan Pro Wrestling en paiement à la séance sont constitués de matchs aux résultats prédéterminés par les scénaristes de la NJPW. Ces rencontres sont justifiées par des storylines — une rivalité avec un catcheur, la plupart du temps — ou par des qualifications survenues dans les shows précédents. Tous les catcheurs possèdent une gimmick, c'est-à-dire qu'ils incarnent un personnage gentil ou méchant, qui évolue au fil des rencontres. Un pay-per-view comme Power Struggle est donc un événement tournant pour les différentes storylines en cours.

### Shinsuke Nakamura contre Karl Anderson
Le 27 septembre, au cours de King of Pro Wrestling 2015, Shinsuke Nakamura bat Hirooki Goto et remporte le championnat intercontinental IWGP pour la cinquième fois. Juste après le match, le champion par équipe IWGP Karl Anderson vient défier Nakamura et réclame un match pour le titre intercontinental, que ce dernier accepte.

### Super Junior Tag Tournament
Huit équipes participent au tournoi des Super Juniors. La finale du tournoi se déroule lors de Power Struggle.
|  | Quarts de finale                           | Quarts de finale                        |                                            |       | Demi-finales | Demi-finales |  |  | Finale | Finale |
|  | Quarts de finale                           | Quarts de finale                        |                                            |       | Demi-finales | Demi-finales |  |  | Finale | Finale |
|  |                                            |                                         |                                            |       |              |              |  |  |        |        |
|  |                                            |                                         |                                            |       |              |              |  |  |        |        |
|  |                                            |                                         |                                            |       |              |              |  |  |        |        |
|  | reDRagon (Kyle O'Reilly et Bobby Fish)     | Q                                       |                                            |       |              |              |  |  |        |        |
|  | reDRagon (Kyle O'Reilly et Bobby Fish)     | Q                                       |                                            |       |              |              |  |  |        |        |
|  | Jushin Thunder Liger et Tiger Mask         | 10:24                                   |                                            |       |              |              |  |  |        |        |
|  | Jushin Thunder Liger et Tiger Mask         | 10:24                                   | reDRagon (Kyle O'Reilly et Bobby Fish)     | 20:06 |              |              |  |  |        |        |
|  |                                            |                                         | reDRagon (Kyle O'Reilly et Bobby Fish)     | 20:06 |              |              |  |  |        |        |
|  |                                            | Roppongi Vice (Baretta et Rocky Romero) | Q                                          |       |              |              |  |  |        |        |
|  | Roppongi Vice (Baretta et Rocky Romero)    | Roppongi Vice (Baretta et Rocky Romero) | Q                                          | Q     |              |              |  |  |        |        |
|  | Roppongi Vice (Baretta et Rocky Romero)    |                                         |                                            | Q     |              |              |  |  |        |        |
|  | Bullet Club (Chase Owens et Kenny Omega)   | 13:11                                   |                                            |       |              |              |  |  |        |        |
|  | Bullet Club (Chase Owens et Kenny Omega)   | 13:11                                   | Roppongi Vice (Baretta et Rocky Romero)    |       |              |              |  |  |        |        |
|  |                                            |                                         |                                            |       |              |              |  |  |        |        |
|  |                                            | Matt Sydal et Ricochet                  |                                            |       |              |              |  |  |        |        |
|  | Young Bucks (Nick Jackson et Matt Jackson) | Q                                       |                                            |       |              |              |  |  |        |        |
|  | Young Bucks (Nick Jackson et Matt Jackson) | Q                                       |                                            |       |              |              |  |  |        |        |
|  | Máscara Dorada et Ryusuke Taguchi          | 11:08                                   |                                            |       |              |              |  |  |        |        |
|  | Máscara Dorada et Ryusuke Taguchi          | 11:08                                   | Young Bucks (Nick Jackson et Matt Jackson) | 12:05 |              |              |  |  |        |        |
|  |                                            |                                         | Young Bucks (Nick Jackson et Matt Jackson) | 12:05 |              |              |  |  |        |        |
|  |                                            | Matt Sydal et Ricochet                  | Q                                          |       |              |              |  |  |        |        |
|  | Matt Sydal et Ricochet                     | Matt Sydal et Ricochet                  | Q                                          | Q     |              |              |  |  |        |        |
|  | Matt Sydal et Ricochet                     |                                         |                                            | Q     |              |              |  |  |        |        |
|  | Time Splitters (Alex Shelley et Kushida)   | 18:48                                   |                                            |       |              |              |  |  |        |        |
|  | Time Splitters (Alex Shelley et Kushida)   | 18:48                                   |                                            |       |              |              |  |  |        |        |

## Tableau des matchs
| # | Matchs, | Stipulations                                            | Temps |
| - | --- | ------------------------------------------------------- | ----- |
| 1 | Jushin Thunder Liger, Máscara Dorada, Ryusuke Taguchi et Tiger Mask battent Yohei Komatsu, Sho Tanaka, David Finlay et Jay White                                                    | Eight Man Tag Team match                                | 7:46  |
| 2 | Bullet Club (Doc Gallows, Tama Tonga et Cody Hall) battent Captain New Japan, Togi Makabe et Juice Robinson                                                                         | Six Man Tag Team match                                  | 7:53  |
| 3 | Hirooki Goto bat Evil par DQ | Match simple                                            | 8:53  |
| 4 | reDRagon (Kyle O'Reilly et Bobby Fish) et Time Splitters (Alex Shelley et Kushida) battent Bullet Club (Kenny Omega, Chase Owens et The Young Bucks (Nick Jackson et Matt Jackson)) | Eight Man Tag Team match                                | 8:53  |
| 5 | Matt Sydal et Ricochet battent Roppongi Vice (Baretta & Rocky Romero) | Match par équipe, finale du Super Jr. Tag Tournament    | 16:06 |
| 6 | Bullet Club (Bad Luck Fale et A.J. Styles) battent Chaos (Toru Yano et Yoshi-Hashi)                                                                                                 | Match par équipe                                        | 9:02  |
| 7 | Tomohiro Ishii (c) bat Tomoaki Honma | Match simple pour le NEVER Openweight Championship      | 17:26 |
| 8 | Hiroshi Tanahashi et Katsuyori Shibata battent Kazushi Sakuraba et Kazuchika Okada (avec Gedo)                                                                                      | Match par équipe                                        | 15:33 |
| 9 | Shinsuke Nakamura (c) bat Karl Anderson (avec Bullet Club) | Match simple pour le IWGP Intercontinental Championship | 21:37 |

## Réception
La critique a globalement salué cet évènement. Larry Csonka, journaliste au 411 Mania, a attribué la note de 9 sur 10, estimant que la première partie présentait de bons match mais que la seconde partie avait des matchs encore plus aboutis. Sean Radican, auteur au Pro Wrestling Torch, quant à lui, a évalué ce show à 8 sur 10 et a beaucoup apprécié le match pour le championnat poids-libre NEVER.
Toutefois, le public n'a pas répondu présent avec 5 128 spectateurs, soit 2 400 personnes en moins par rapport à l'édition précédente de cet évènement.